# اریکسون نوگوچیپینتو
اریکسون نوگوچیپینتو (ژاپنی: ノグチピント エリキソン؛ زادهٔ ۲۷ ژانویهٔ ۱۹۸۱) یک بازیکن فوتبال اهل ژاپن است.
از باشگاه‌هایی که در آن بازی کرده‌است می‌توان به باشگاه فوتبال اوئیتا ترینیتا، باشگاه فوتبال ساگان توسو، باشگاه فوتبال کاشیوا ریسول، باشگاه فوتبال آویسپا فوکوئوکا و باشگاه فوتبال ناگانو پارسیرو اشاره کرد.